# André van den Heuvel
Andreas Petrus Gerardus (André) van den Heuvel (Tegelen, 4 juni 1927 – Amsterdam, 9 februari 2016) was een Nederlands acteur en regisseur, die bekend was van vele toneel- en televisierollen en tweemaal een Louis d'Or won.

## Loopbaan
Van den Heuvel was in Maastricht opgeleid als beeldend kunstenaar. Hij debuteerde als acteur in 1950 in het stuk Amphytrion van Jean Giraudoux, maar zijn echte toneeldebuut beleefde hij al eerder als amateur in de traditionele Tegelse passiespelen in zijn geboortedorp. Van den Heuvel heeft zo ongeveer alle grote rollen in alle grote stukken vertolkt, variërend van Shakespeare tot Euripides en Brecht.
In 1956 vertolkte hij de aartsengel Gabriël in Vondels Lucifer bij de Nederlandse Comedie, onder regie van Johan de Meester jr. Volgens dagblad De Tijd was Van den Heuvel 'ingetogen en majesteitelijk'. In de productie was ook Ko van Dijk te zien, maar Van den Heuvel speelde met alle bekende acteurs van zijn tijd, onder wie Ank van der Moer, Han Bentz van den Berg, Hans Croiset, Petra Laseur, Guus Hermus en Peter Oosthoek. In de jaren zestig speelde hij bij de Nederlandse Comedie de titelrol in de laatste traditionele opvoeringen van Vondels Gijsbrecht van Aemstel in de Amsterdamse Stadsschouwburg, geregisseerd door Guus Oster met Ellen Vogel als Badeloch.
Daarnaast speelde hij in 1965 in de eerste Annie M.G. Schmidt/Harry Bannink-musical Heerlijk duurt het langst. Bekend is het daaruit afkomstige lied Op een mooie Pinksterdag, dat hij samen met Leen Jongewaard zong. Hij speelde in onder meer de tv-series Merijntje Gijzen's Jeugd (1973) als Merijntjes vader, Kunt u mij de weg naar Hamelen vertellen, mijnheer? (1972-1975) in de rol van Guurt van Grasp), De Weg (1982, KRO) als gezinsvader Frans van Steenderen, Willem van Oranje (1985) als Alva, De Partizanen (1995, KRO) en In naam der Koningin (1996).
In de speelfilm De rode zwaan (1999) was hij te zien als grootvader. Op de hommage-cd voor Jacques Brel zong Van den Heuvel het lied Jef. Ook speelde hij in meerdere afleveringen van de tv-serie Baantjer als de onderwereldkoning 'Stille Adriaan'. Bekend werd Van den Heuvel met de tv-reclamespotjes van de NMB, eindigend met de zin: 'De NMB denkt met u mee'.
Sinds hij tachtig werd, hield Van den Heuvel zich bezig met onder meer beeldhouwen. In 2007 werd in Pulchri Studio in Den Haag een overzichtstentoonstelling gehouden van zijn werk. Ook in dat jaar was hij te zien in de rol van maffiabaas Alfred Thielen in Flikken Maastricht en het jaar erna speelde hij Herman Batenburg in de Nederlandse advocatenserie Keyzer & De Boer Advocaten.
Van den Heuvel woonde in Amsterdam en was getrouwd met de kunstenares Roos Geelen. Het echtpaar kreeg drie dochters. Het huwelijk eindigde in een scheiding. Van den Heuvel hertrouwde in 1984 met de actrice Kitty Janssen (1930-2012), met wie hij samenspeelde in de comedyserie Ieder zijn deel en tientallen jaren eerder ook een echtpaar vormde in het toneelstuk Het Hemelbed van Jan de Hartog. In de jaren tachtig richtten ze hun eigen productiemaatschappij Katrijn op. Zij was ook zijn tegenspeelster in Wie is er bang voor Virginia Woolf? van Edward Albee, waarvoor hij in 1973 zijn eerste Louis d'Or won. Hij kreeg die prijs nog een keer in 1992 voor zijn rol in Heldenplatz van Thomas Bernhard.

## Discografie

### Albums
| Album met eventuele hitnotering(en) in de Nederlandse Album Top 100 | Datum van verschijnen | Datum van binnenkomst | Hoogste positie | Aantal weken | Opmerkingen |
| ------------------------------------------------------------------- | --------------------- | --------------------- | --------------- | ------------ | ----------- |
| Zwart-wit                                                           | 1970                  |                       | -               | -            |             |

### Singles
| Single met eventuele hitnotering(en) in de Nederlandse Top 40 | Datum van verschijnen | Datum van binnenkomst | Hoogste positie | Aantal weken | Opmerkingen         |
| ------------------------------------------------------------- | --------------------- | --------------------- | --------------- | ------------ | ------------------- |
| Op een mooie Pinksterdag                                      |                       | 29-4-1967             | 9               | 23           | met Leen Jongewaard |

### NPO Radio 2 Top 2000
| Nummer met noteringen in de NPO Radio 2 Top 2000 | '99  | '00 | '01  | '02 | '03  | '04-'05 | '06  |
| ------------------------------------------------ | ---- | --- | ---- | --- | ---- | ------- | ---- |
| Op een mooie Pinksterdag (met Leen Jongewaard)   | 1067 | -   | 1324 | -   | 1888 | -       | 1918 |

1. ↑  Een '-' betekent dat het nummer niet was genoteerd en een vetgedrukt getal geeft de hoogste notering aan.
2. ↑  Deze tabel is bijgewerkt tot en met de laatste editie (2024).